# 劉庫仁
劉 庫仁（りゅう こじん、? - 383年没）は、中国五胡十六国時代の匈奴独孤部大人（たいじん：部族長）および代国の南部大人。父は劉路孤、母は鮮卑拓跋部の代王拓跋鬱律の娘である。字は没根。別名は洛垂。

## 生涯
匈奴独孤部大人劉路孤の子として生まれる。若くして豪爽で、智略があった。父の死後独孤部大人を継ぐ。
代王拓跋什翼犍の娘を娶り、代国の南部大人となる。
376年、同族である鉄弗部大人劉衛辰の要請で、前秦の苻堅は大司馬の苻洛を遣わし20万の兵と朱肜・張蚝・鄧羌らの諸将を率いさせ、代国の南の国境に侵攻。冬11月、白部・独孤部はこれを防ぐが敗北。劉庫仁は雲中郡に敗走した。拓跋什翼犍は再び劉庫仁を遣わし騎兵10万を率いて石子嶺で反撃させるが敗北する。12月、拓跋什翼犍は庶長子の拓跋寔君に殺されてしまう。代国は前秦の支配下に入り、黄河中流を境に東西に分割され、東（現在の山西省側）を劉庫仁が、西（陝西省側）を劉衛辰が統治し、各々苻堅から官爵を拝受し、劉庫仁は陵江将軍・関内侯となった。この時、献明賀皇后（献明帝の妻賀氏）は拓跋珪及び拓跋儀、拓跋觚らを連れて賀蘭部より逃れてきた。劉庫仁は忠誠を尽くしてこれに仕え、興廃によって変節しなかった。
苻堅は劉庫仁を広武将軍に進めて、幢麾鼓蓋を給した。劉衛辰は劉庫仁の下位となったため、劉衛辰は怒り、前秦の五原郡太守を殺して叛き、劉庫仁を攻めた。劉庫仁は劉衛辰を討伐して破り、陰山の西北千余里まで追撃し、その妻子を捕らえ、その部衆を収めた。さらに劉庫仁は厙狄部に征西し、畜産を大獲し、その部落を桑乾川に移住させた。苻堅は劉庫仁に公孫氏を娶らせ、振威将軍を加位した。
383年10月、慕容垂が苻丕を鄴で包囲し、将軍の平規を薊に遣わして幽州刺史の王永を攻めると、劉庫仁は苻堅の命を受けて、妻の兄の公孫希を遣わし3千騎を率いさせ、王永を助けて平規を撃ち、これを大破した。勝ちに乗って進み唐城に拠り、慕容垂の子の慕容麟と対峙した。劉庫仁は公孫希が平規を破ったことを聞くと、苻丕を救うべく大挙しようとし、雁門郡・上谷郡・代郡の兵を発し、繁畤に至った。以前、慕容文らは長安に移送されるところを、劉庫仁の部に遁依し、常に東へ帰ることを考えていた。この戦役が起こると、慕容文らは夜に3郡の兵を率い、劉庫仁を襲撃した。劉庫仁は馬厩に隠れるが、慕容文に捕らえられて殺された。その後、慕容文は慕容垂の所に逃れ、公孫希はこの乱を聞くと、唐城より丁零に逃走した。

## 宗家
- 父
  - 劉路孤…劉副侖の子
- 母
  - 拓跋氏…拓跋鬱律の娘
- 弟
  - 劉眷…宣穆皇后の父
- 妻
  - 拓跋氏…拓跋什翼犍の娘
  - 公孫氏
- 子
  - 劉顕
  - 劉亢泥

## 参考資料
- 『魏書』（帝紀第一、帝紀第二、列伝第十一）